# Elecciones para alcalde de Washington D. C. de 2010
Las elecciones de alcalde de Washington D. C. de 2010 tuvieron lugar el jueves 2 de noviembre de 2010.  El alcalde de un término Adrian Fenty fue candidato para la reelección, sin embargo fue derrotado por Vincent C. Gray con más del 70 % de los votos.
Mientras que Leo Alexander será la otra persona en la que se disputarán la alcaldía de Washington D. C.